# Williamsburg (Virginia)
Williamsburg település az Amerikai Egyesült Államokban, Virginia államban. Lakosainak száma 15 425 fő (2020. április 1.). Williamsburg York és James City megyékkel határos.

## Népesség
A település népességének változása:
| Lakosok száma | 14 143 | 14 752 | 15 107 | 15 206 | 15 052 | 15 425 |
|               | 2010   | 2011   | 2012   | 2013   | 2015   | 2020   |